# SELENE

Логотип проекту SELENE

SELENE (грец. Σελήνη, Місяць), також відомий як Каґуя (яп. かぐや, англ. Kaguya) — другий японський штучний супутник Місяця. Станція була створена спільно Інститутом Космонавтики і Аеронавтики (ISAS) і Національним агентством з дослідження космосу (NASDA), які пізніше об'єдналися в Японське агентство аерокосмічних досліджень (JAXA).

## Назва
Назва, утворен скороченням англійських слів Selenological і Engineering Explorer (укр. Селенологічний і технологічний дослідник), складається в ім'я Селена — богиня Місяця у грецькій міфології. Другу назву апарата, «Каґуя», за традицією вибрала громадськість. Каґуя — ім'я місячної принцеси зі старовинного японського оповідання «Повість про бамбукоруба».
Після успішного відділення двох малих супутників Rstar і Vstar, їм були присвоєні імена Окіна і Оуна, на честь діда і баби, що прихистили принцесу Каґую, з цього ж оповідання.
SELENE став другим супутником Місяця, який запустила Японія. До цього, у 1990 році, був запущений супутник «Хитен (Хагоромо)».
Услід за японською автоматичною міжпланетною станцією Китай запустив 24 жовтня 2007 року апарат «Чан'е-1», а 22 жовтня 2008 року був запущений індійський зонд «Чандраян-1» і 19 червня 2009 відбувся запуск американського «Lunar Reconnaissance Orbiter».

## Історія
Розробку апарата почато в 1996 році. Тоді ж разом з орбітальним апаратом планувалося запустити і посадковий апарат. Проте, у липні 1997 року уряд Японії значно урізав бюджет національної космічної програми, внаслідок чого фінансування проєкту SELENE було скорочене з 320 до 226 млн доларів і від посадкового апарата відмовилися. Натомість японські фахівці вирішили провести спуск і примісячнення відокремлюваного рухового модуля космічного апарата SELENE, але і цей експеримент був відмінений на початку 2000 року.

## Конструкція
Космічний апарат має форму витягнутого паралелепіпеда і конструктивно складається з двох модулів — переднього, в якому міститься наукове устаткування та рухового модуля. Загальна маса апарата — 2914 кг. На лівій грані змонтована панель сонячної батареї. Поруч з панеллю сонячної батареї розташована цілеспрямована антена, за допомогою якої здійснюється зв'язок із станцією в X-діапазоні. Апарат також оснащений 4-ма всеспрямованими антенами для здійснення зв'язку в S-діапазоні. У руховому модулі розміщена маршова рухова установка тягою 500 Н. Для управління орієнтацією і підтримки орбіти на станції встановлено 12 двигунів тягою по 20 Н, для управління по крену 8 двигунів тягою по 1 Н.

### Інструменти
На станції змонтовано 15 наукових інструментів..
Оптичні засоби спостереження представлені стереоскопічною камерою Terrain Camera і двома спектрометрами інфрачервоного (Multiband Imager) і видимого діапазону (Spectral Profiler). Роздільність камери становить 10 м/піксель. За допомогою цих приладів була проведена топографічна і глобальна мінералогічна зйомка місячної поверхні.
Для дослідження розподілу хімічних елементів по поверхні Місяця на станції встановлені рентгенівський спектрометр (XRS). — призначений для картування основних елементів місячної кори і гамма-спектрометр (GRS) — призначений для визначення кількості елементів.
Для визначення мінерального складу встановлені широкодіапазонна камера (MI) і будівник спектрального профілю (SP).
За допомогою низькочастотного радара Lunar Radar Sounder були отримані дані про місячні надра.
Лазерний альтиметр LATL має дозвіл 5-10 метрів.
Для дослідження навколомісячного простору на станції є 5 інструментів:
- місячний магнітометр (LMAG),
- спектрометр заряджених частинок (CPS),
- прилад RS (Radio science) — для пошуку місячної іоносфери.

Два прилади призначено для спостережень за Землею: ультрафіолетовий телескоп UPl і HDTV-камера.
Разом з АМС «Каґуя» до Місяця стартували допоміжні субсупутники «Окіна» і «Оуна». Потреба в них виникла через те, що місячний зонд, досліджуючи зворотну сторону Місяця, невидимий із Землі і тому дані про гравітаційні аномалії не можуть бути отримані напряму. Два додаткові мікросупутники вирішують цю проблему.

### Головний орбітальний апарат
Головний орбітальний апарат у формі паралелепіпеда з розмірами близько 2.1 м × 4.2 м, і стартовою масою близько 2914 кг
- Маса: 2914 кг
- Розмір: 2.1 x 2,1×4.8 м.
- Стабілізація розташування в просторі: по трьом осям
- Споживана потужність: 3.5 кВ (Максимум)
- Час місії: 1 рік
- Орбіта місії: Кругла орбіта
- Висота 100 км
- Нахил орбіти: 90 градусів

### Окіна
«Окіна» (спочатку називався Rstar) — субспутник-ретранслятора сигналу. Він, також як і другий субсупутник «Оуна» (спочатку названий Rstar), має форму октогональної призми. «Окіна» ретранслював радіосигнали між Землею і основним супутником «Кагуя». 9 жовтня 2007 року відокремився від АМС «Кагуя», 12 лютого 2009 року зробив заплановане падіння на поверхню Місяця.
- Маса: 53 кг[7]
- Розміри: 1,0 x 1,0×0,65 м
- Стабілізація розташування в просторі: супутник, що стабілізується обертанням
- Споживана потужність: 70 W
- Орбіта (на початку):
  - Еліптична орбіта (100 км x 2400 км)
  - Нахил 90 градусів

### Оуна
Другий субсупутник призначався для більш високоточних вимірювань з наддовгою базою гравітаційного поля Місяця. Відокремився від материнського корабля 12 жовтня 2007 року.
- Маса: 53 кг
- Розміри: 1,0 x 1,0×0,65 м
- Стабілізація розташування в просторі: супутник, що стабілізується обертанням
- Споживана потужність: 70 W
- Орбіта (на початку):
  - Еліптична орбіта (100 км x 800 км)
  - Нахил 90 градусів

## Місія

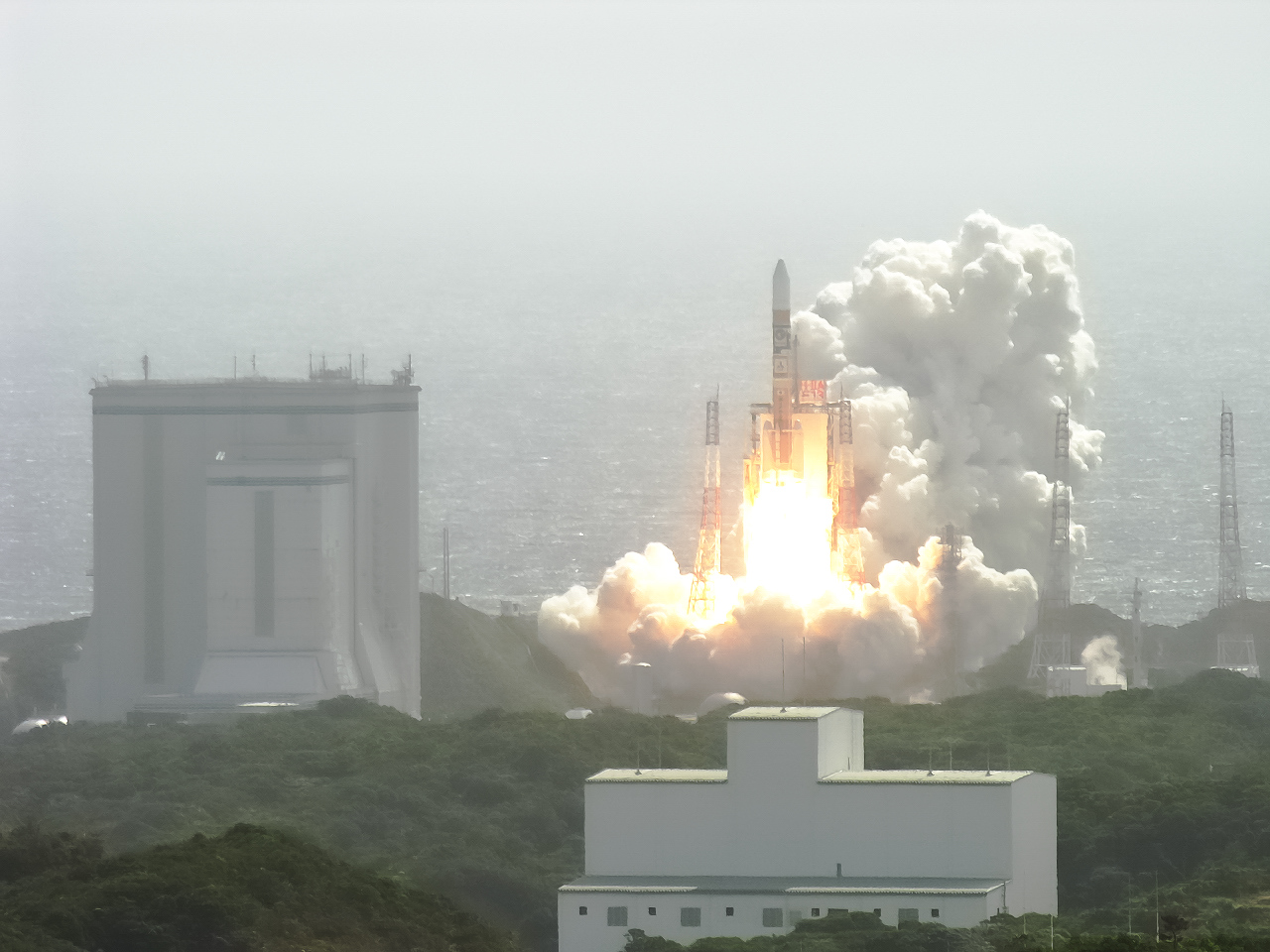
Старт місії Каґуя за допомогою ракети-носія H-IIA F13

Апарат був запущений 14 вересня 2007 року із стартового комплексу Йосінобу в Космічному центрі Танегасіма. 4 жовтня він був виведений на місячну орбіту. З його допомогою фахівці вивчали гравітаційні властивості природного супутника Землі, а також особливості його геологічного розвитку. Зокрема, використовуючи «Каґуя» в парі з іншим японським зондом «Окіна», учені виявили нерівномірність гравітаційного поля Місяця. Як виявилось, щільність «темної» сторони супутника, якою він повернений в зворотну від Землі сторону, перевершує щільність видимої сторони. На думку фахівців, можлива причина такої аномалії криється в тому, що «темна» сторона Місяця довгий час була холодніша за ту, що повернена до Землі. Проте, що викликало таку різницю щільності, учені пояснити не можуть.
Наукова програма зонда «Каґуя» дала можливість скласти топографічну карту Місяця з розділенням близько 15 км. За допомогою допоміжного супутника «Окіна» вдалося скласти карту розподілу сил тяжіння на зворотному боці Місяця. Також отримані дані дозволили зробити висновки про загасання вулканічної активності Місяця 2,84 мільярда років тому. Зонд «Каґуя» став першим апаратом що заглянув на дно кратера Шеклтон, де передбачалося знайти лід.
10 червня 2009 японський супутник «Каґуя» завершив свою місію, врізавшись в поверхню Місяця. Врізавшись в місячну поверхню, зонд допоможе дослідникам краще зрозуміти будову і походження супутника Землі. Падіння на Місяць раніше вже ставало фінальною стадією місії інших супутників. Так, на початку 2009 року в Місяць врізався вже згаданий зонд «Окіна». Спалах, який виник в результаті зіткнення «Каґуя» з Місяцем, можна було спостерігати із Землі з використанням телескопа.

## Виноски
1. 1 2  Kaguya — Another Chapter for the Lunar Saga. Red Orbit. 14 вересня 2007. Архів оригіналу за 22 травня 2011. Процитовано 14 вересня 2007. [Архівовано 2011-05-22 у Wayback Machine.]
2. ↑  "KAGUYA" selected as SELENE's nickname. Архів оригіналу за 29 лютого 2012. Процитовано 13 червня 2009.
3. ↑  KAGUYA (SELENE) / Result of the Separation of the VRAD Satellite (Vstar) (Пресреліз). 12 жовтня 2007. Архів оригіналу за 29 лютого 2012. Процитовано 13 червня 2009.
4. ↑  Hiten. NASA. Архів оригіналу за 29 лютого 2012. Процитовано 13 червня 2009. [Архівовано 2011-10-26 у Wayback Machine.]
5. ↑  Згідно зі списком на офіційному сайті [Архівовано 2012-02-08 у Wayback Machine.]
6. ↑  aguya (SELENA) старт на Луну. Архів оригіналу за 29 липня 2009. Процитовано 13 червня 2009.
7. 1 2  平成19年度夏期ロケット打ち上げおよび追跡管制計画書 (Rocket Launch and Tracking Control Plan, Summer 2007) (PDF) (Japanese) . MHI / JAXA. Архів (PDF) оригіналу за 29 лютого 2012. Процитовано 14 червня 2009.
8. ↑  Result of the Separation of the Relay Satellite (Rstar) and Moon Images Shot by the KAGUYA Onboard Camera (English) . 9 жовтня 2007. Архів оригіналу за 29 лютого 2012. Процитовано 14 червня 2009. [Архівовано 2012-05-14 у Wayback Machine.]
9. ↑  月周回衛星「かぐや（SELENE）」の 状況について (PDF) (Japanese) . 18 лютого 2009. Архів (PDF) оригіналу за 29 лютого 2012. Процитовано 22 лютого 2009.
10. ↑  Японский аппарат «Окина» врезался в Луну. Лента.ру. Архів оригіналу за 16 червня 2009. Процитовано 14 червня 2009.
11. ↑  Result of the Separation of the VRAD Satellite (Vstar) (English) . 12 жовтня 2007. Архів оригіналу за 29 лютого 2012. Процитовано 13 червня 2009. [Архівовано 2012-03-20 у Wayback Machine.]
12. ↑  Луна оказалась неровной, кособокой и загадочной. infox.ru. Архів оригіналу за 19 лютого 2009. Процитовано 13 червня 2009.
13. ↑  J. Haruyama та ін. (7 листопада 2008). Lack of Exposed Ice Inside Lunar South Pole Shackleton Crater. Science (5903): pp. 938 — 939. doi:10.1126/science.1164020. {{cite journal}}: |pages= має зайвий текст (довідка); Проігноровано невідомий параметр |vol= (можливо, |volume=?) (довідка); Явне використання «та ін.» у: |author= (довідка)
14. ↑  Japanese Lunar Orbiter Slams Into Moon. Архів оригіналу за 22 липня 2009. Процитовано 13 червня 2009.